# 小行星3666
小行星3666（英語：3666 Holman）是一颗围绕太阳公转的小行星。1979年4月19日，J. C. Muzzio在托洛洛山发现了此天体。
这颗小行星的绝对星等为54.90657865559743等。